# 村井國夫
村井 國夫（むらい くにお、1944年〈昭和19年〉9月20日 - ）は、日本の俳優、声優。旧芸名、村井 国夫。
中国・天津市生まれ、佐賀県佐賀市出身。トム・プロジェクト所属。妻は女優の音無美紀子。2012年1月に村井国夫から村井國夫に改名（表記を旧字体に変更）した。

## 略歴・人物
現在の所属事務所はトム・プロジェクト（それまではキューブに所属していた）。

### 生い立ち
父の仕事の関係で第二次世界大戦中に中国・天津市に生まれる。終戦後、母に背負われて日本に引き揚げ、母の実家がある佐賀県で5人兄弟の末っ子として甘やかされて育つ。
佐賀県立佐賀高等学校（現・佐賀県立佐賀西高等学校）卒業。高校では引っ込み思案を案じた女剣劇好きの母の勧めで演劇部に入部して、本格的に役者を目指していた演劇部の1年先輩・辻萬長のもとで演劇の基礎を学び、初舞台の評判がよく褒められたことで芝居漬けの生活を送って、高校卒業後には劇団俳優座養成所に入所した辻を追って上京する。
1963年に劇団俳優座養成所に第15期生として入所、同期生には地井武男、夏八木勲、前田吟、林隆三、小野武彦、竜崎勝、原田芳雄、高橋長英、栗原小巻、太地喜和子などがおり、後に「花の15期生」と称された。劇作家の田中千禾夫や演出家の栗山昌良らのもとで学び、1966年に卒業する。

### 俳優として
劇団俳優座養成所の卒業後の1966年に東映の映画に出演し、俳優としてデビュー。東映から専属契約の話もあったものの「映画より芝居」との思いから本数契約として、串田和美ら劇団俳優座養成所卒業生と1966年夏に劇団「自由劇場」の旗揚げに参加する。
「劇団は食えない」として4年ほどで辞めた後、元気があったテレビに活躍の場を求めて、1970年代から1980年代にかけてはテレビドラマや時代劇に出演し悪役として活躍する。テレビの仕事に単調さを感じ始めた頃、養成所同期の高橋長英と太地喜和子の舞台『藪原検校』を見て「俺はテレビでいったい何をやっているんだ」と衝撃を受け、五月舎制作、木村光一演出の舞台作品へ出演するようになる。
1989年には歌のレッスンとオーディションを経てジョン・ケアード演出のミュージカル『レ・ミゼラブル』にジャベール警部役で出演しバリトンの美声を響かせ、以降2001年まで13年にわたって800回以上出演を続ける。『蜘蛛女のキス』ではゲイの囚人役を演じて1992年の第47回文化庁芸術祭賞を受賞する。
TBSテレビの『浅見光彦シリーズ』では、浅見光彦の兄で警察庁の刑事局長・陽一郎役を第1作目から担当。2009年の第28作・『高千穂伝説殺人事件』で同役を降板。光彦役が4代目の平岡祐太になった『新・浅見光彦シリーズ』の第1作『漂泊の楽人 越後〜沼津・哀しき殺人者』では、物語の重要人物にして、一連の事件の犯人である矢野隆一郎役で出演。
2019年12月8日、軽度の心筋梗塞のため主演を務める劇団桟敷童子の公演『獣唄』を降板することを発表。2020年1月16日から上演の『黄昏』も降板。
復帰後のインタビューでは、上述した降板を機に「家族の大事さを病気で分かった」と述べ、唯一の趣味であった葉巻もやめたことも明かし「今は芝居だけが趣味みたいなものになった。これからは出演作一本一本を大事にしていきたい」との考えへと変わっていったという。

### 声優として

#### ハリソン・フォードとの関わり
声優としての実績も豊富で、特にハリソン・フォードの吹き替え声優として知られている。長年にわたり務めていることから、日本における「フォードの分身」と言われることもあり、その功績から第18回（2023年度）声優アワードでは外国映画・ドラマ賞を受賞した。
1985年に日本テレビの『金曜ロードショー』で放映された『レイダース/失われたアーク《聖櫃》』以降は、日本テレビ制作によるハリソン・フォード出演作の吹き替えを村井が担当。それまでフォードの吹き替え声優は作品ごとに変わる状況が続いていたが、村井の吹き替えは「ダンディだが軽妙さのある声が見事にはまった」と評され、繰り返しテレビ放送されたこともあり多くの視聴者に親しまれてきたことで、1980〜90年代におけるフォードの専属声優として定着した。中でもフォードの代表作である『インディ・ジョーンズ シリーズ』のインディアナ・ジョーンズ役は、後にリリースされる本シリーズのビデオソフト版やパチンコ『CRFインディ・ジョーンズ』、東京ディズニーシーのアトラクション『インディ・ジョーンズ・アドベンチャー』でも務めるなど「耳馴染みのある村井吹替」といわれるものとなっており、現在も多くのファンから支持を集めている。
『スター・ウォーズ』のハン・ソロ役についても村井による吹替を「決定版」と評するファンが多いものの、権利元の都合により、2023年現在もこのバージョンのソフト収録や再放送は実現には至っていない。
村井は自身の声質について「親から授かった喉を練習で磨き、今の声になった」としており、フォードの吹き替えに関しては「（自分の）骨格がわりと（フォードと）同じような雰囲気でしたから、声にも違和感がなかったんだと思います」と振り返っている。また、声優が得意とする演技（俗に言うアテレコ口調）を良くは思っていなかったため「普通に喋ることを重視していた」と語り、そこがフォードの容姿にハマったのかもしれないと述べた。フォードについて、以前は「凄く素敵な役者ですが、あくまで『スター』であって、『上手い役者』ではありません」「彼が芝居しているヒーローの魅力を壊さないようにしつつ、演じきれていない部分を助ける」という気持ちで吹替えていたと明かしたものの、後に鑑賞した作品におけるフォードの演技を見た際に「凄く上手くなっていた。役者というのは、ちゃんと愚直にやっていけば花が開くんだと思いました」とフォードへの愛着を感じさせるコメントをし、「僕もそうなる時を期待しながらやっています」と話した。また後年には、自身がフォード以外の俳優の吹き替えを殆ど行っていなかったことも村井=フォードのイメージの定着に一役買っていたのではないかと分析している。
2000年代以降を境に長らくフォードを担当する機会は少なくなっていたものの、2015年の『エクスペンダブルズ3 ワールドミッション』では、出演者の吹き替えが専属（フィックス）声優陣でキャスティングされ、村井もフォードの声を約10年ぶりに担当した。なお、共にフォードを持ち役にしている磯部勉（本作では自身の持ち役の一人であるメル・ギブソンの吹き替えを担当）は劇団の後輩にあたり、本作の収録で村井が磯部に「何で俺を呼ぶんだ、お前（磯部）が一人で（メル・ギブソンもハリソン・フォードも）やればいいじゃないか」と冗談を言うほどの仲である。
『インディ・ジョーンズ/クリスタル・スカルの王国』に関しては村井による吹替が長年なく村井も心残りがあったといい、2023年に『金曜ロードショー』での放送用にて村井が吹き替える新録音版が制作されたことにはうれしさを表しており、楽しみながら情熱を持って演じることが出来たという。
2023年公開の『インディ・ジョーンズと運命のダイヤル』では劇場公開版吹き替えで村井が起用され、SNSのトレンドに上がるなど大きな反響があった。村井が“劇場公開版”の吹き替えでインディを担当するのは当作が初めてとなる。本作に関して村井は、「絶対にやりたい」との思いから所属事務所を通じて制作会社のディズニーに自らを売り込み、後日オーディションを行ったうえで起用されたことを明かし「今回やることができたんで、すごく喜んでいます」と語っている。同作は村井が再びインディ役を務めたことで吹替え版にはファミリー層まで幅広い層が劇場に詰めかけ、「インディ・ジョーンズ」シリーズを初めて劇場で観たという世代からも絶賛の声が日本では相次いでいる。また、上述の『クリスタル・スカルの王国』の新録と今作への登板により同役の完遂と奪還を果たす形となった。
「村井國夫といえばハリソン・フォードの吹き替え」というイメージが世間に定着したことについては、自身の本業は舞台役者だと思っていたことから全く意識しておらず、『運命のダイヤル』でのインディの吹き替え復帰に歓迎の声が多く寄せられるなど大きな反響を目の当たりにした際には、「あらためて多くの方がインディ・ジョーンズは村井國夫だと思ってくださっていたんだなと。すごく感激しました」と感無量であったと同時に、「かつて自身の吹き替え版で育った人たちが、映画好きになり、今でも覚えていてくださるのは本当にうれしいことです。」と周囲への感謝を述べている。
また、キャラクターとしてのインディアナ・ジョーンズに対しても「若々しく、冒険心をいつまでも持っているので畏敬の念を感じる」と敬意を表しており、「飛行機に乗って落ちたりする面白さ、人間味などは、実際のフォードと共通しているのではないか」と分析している。また、インディの持つ二面性の面白さについても言及した。自身が担当していない作品では、『42 〜世界を変えた男〜』での球団オーナーを演じるフォードの芝居が特に気に入っているといい、「すごく良かった。『へえ、こういう芝居をするんだ。うまくなったな』と感心してね。あれはすてきでしたね。やっぱりいい歳の取り方をしてるんだなと思いましたね」と話した。
『42』をはじめとして自身が吹き替えを担当していない作品に対しての思いも強くあるといい、特に『刑事ジョン・ブック 目撃者』をやれなかったことが悔しかったと語っており、共にフォードを持ち役にしている磯部勉が同作を吹き替えたと知った際には、良い意味での競争心を感じたという。
『運命のダイヤル』の公開記念舞台あいさつに登壇した際には、「40年近く前からフォードの声を何本やっているかわからないです。長く続けると呼吸がわかるんです」と遠い距離がありながらも一心同体になっていることを明かしながら、「（ハリソン・フォードと）一緒に年を取ってきた。一緒にいろんな道を歩んでこられたのはとても幸せ」と語った。そんな中同イベントでは、ハリソン・フォード本人から村井へのサプライズメッセージが届き、「國夫さん、1作目から参加していただき本当に感謝しています。日本語版インディを演じるあなたの声を聞けてうれしかった。長旅に付き合ってくれてありがとう。いつかお会いしたいです。いまはさらなる活躍をお祈りしています」などと感謝とお墨付きが伝えられた。これに村井は「突然のメッセージに感激しています。40年近いお付き合いで、僕もずっとお会いしたいと思っていたけれど、チャンスがありませんでした。でも本当にあなたと一緒にいろいろな作品ができて嬉しかった。スケールは違いますが、常に参考にしながら、何本も何本も、何回も何回も観て演技の勉強をさせていただきました。本当にありがとうございました」と感涙し、「本当に素晴らしい。もう感激で。いつまでも元気で、『インディ・ジョーンズ』は終わったとしても、また次の作品も僕が吹き替えをやらせていただきたい」と絆の深いフォードに応える形で今後への意欲を見せた。
その後も村井はフォードからメッセージを貰ったことについて喜びを語っており、2024年1月に『おぎやはぎの愛車遍歴 NO CAR, NO LIFE!』に出演した際には「たとえ言わされているのだとしても、嬉しい」と語っているほか、第18回声優アワードの受賞式においては『インディ・ジョーンズ シリーズ』の吹き替え版で共演した小林修、納谷悟朗、内海賢二に敬意を表すると同時に「本当に感動しました。あの言葉は思い出しても涙が出るくらいに嬉しかったし、声優としても認められたんだなと感じました。僕も普段は肉体を使って舞台をやっていることがほとんどですが、声優の仕事も大好きで色々やってきました。これからも頑張ってやっていきたいと思います。どうぞよろしくお願いします」とコメントしている。
『インディ・ジョーンズ』完結後の2025年、「マーベル・シネマティック・ユニバース」（MCU）の34作品目となる『キャプテン・アメリカ:ブレイブ・ニュー・ワールド』でもフォードの吹き替えを担当し、次回作も吹き替えたいという村井の希望は実現した。村井自身、上述の『運命のダイヤル』でフォードとの縁が途絶えてしまう可能性を危惧していたことから「こういうふうに新しい作品をやることができて、それも元気なハリソンさんの姿を見て驚きました。とても今回の作品は意味深いものでした」と本作への登板への喜びを語っている。

### 私生活
1度結婚・離婚を経て、現在の妻は地井の紹介で知り合った女優の音無美紀子と1975年に再婚。音無との間には男女1人ずつ子がある。長女の村井麻友美も女優として活動しており、長男の村井健太郎も俳優として活動を始めている。音無と交際を始めたとき、村井は既婚者であり、交際を知った地井武男は「あれほど彼女には手を出すなと釘を刺したのに」と激怒し、一時絶縁状態に陥った。なお、音無は交際途中まで村井が既婚者であることを知らなかったという。

## 受賞歴
- 1992年、第47回文化庁芸術祭賞（『蜘蛛女のキス』）[54]
- 2006年、第32回菊田一夫演劇賞（『エリザベート』『ミー&マイガール』）[55]
- 2012年、第19回読売演劇大賞優秀男優賞（『秘密はうたう』）[56]
- 2019年、第54回紀伊國屋演劇賞個人賞（『獣唄』）[57]
- 2021年、第29回読売演劇大賞優秀男優賞（『獣唄 2021改訂版』『にんげん日記』）
- 2023年、第18回声優アワード外国映画・ドラマ賞（ハリソン・フォード吹き替え）[22][23][24][25]

## 出演（俳優）

### テレビドラマ
- 銭形平次 第83話「なでしこ悲抄」（1967年、CX / 東映） - 疵安
- 大奥（1968年、KTV / 東映） - 日詮
- 大河ドラマ （NHK）
  - 天と地と（1969年） - 高坂弾正
  - 春の坂道（1971年） - 渡辺数馬
  - 勝海舟（1974年） - 榎本釜次郎
  - 元禄太平記（1975年） - 羽倉斎
  - 獅子の時代（1980年） - 伊河泉太郎
  - 徳川家康（1983年） - 水野信元
  - 山河燃ゆ（1984年） - オーソン相川
  - 元禄繚乱（1999年） - 堀田筑前守
- あゝ忠臣蔵（1969年、CX / 東映） - 杉野十平次
- 用心棒シリーズ 俺は用心棒 第15話「夕顔の咲く宿」（1969年、NET / 東映） - 金井市之助
- 水戸黄門（TBS / C.A.L）
  - 第1部 第3話「小田原喧嘩駕籠 -小田原-」（1969年8月18日） - 綿貫源十郎
  - 第2部（1970年） - 薬屋の新さん（津軽藩士　堀越新乃丈）
  - 第3部 第18話「人情・刀鍛冶 -岡山-」（1972年3月27日） - 七之助
  - 第4部
    - 第12話「なまはげ様のお通りだ! -秋田-」（1973年4月9日） - 川村棋一郎
    - 第16話・第17話「北海の反乱 -松前-（前・後編）」（1973年5月7日、14日） - 仙波要介

  - 第5部 第24話「二人の御老公 -佐賀-」（1974年9月16日） - 鍋島綱茂
  - 第7部
    - 第17話「黄門さまの駒裁き -天童-」（1976年9月13日） - 吉田大八郎
    - 第20話「暴れ姫君 -会津-」（1976年10月4日） - 本多左馬之介

  - 第8部 第11話「風車に賭けた恋 -桑名-」（1977年9月26日） - 早見十次郎
  - 第9部 第4話「芝居になった悪い奴 -福島-」（1978年8月28日） - 巳之吉
  - 第10部
    - 第11話「黄門様は呼びこみ日本一!! -四日市-」（1979年10月22日） - 泉邦之助
    - 第24話「襲われた中馬街道 -韮崎-」（1980年1月28日） - 圭太

  - 第11部 第26話「一陽来復水戸の春 -岩槻・水戸-」（1981年2月9日） - 杉浦道之助
  - 第15部 第12話「偽黄門様は喧嘩医者 -小倉-」（1985年4月15日） - 和久田監物
- 五番目の刑事 第16話「地獄への片道切符」（1970年、NET / 東映） - 塚本
- 鬼平犯科帳 第64話「女の一念」（1970年、NET / 東宝） - 惣次郎
- 素浪人 花山大吉 第82話「星も泣いてる夜だった」（1970年、NET / 東映） - 作並治一郎
- 遠山の金さん捕物帳 第20話「岡場所の女」（1970年、NET / 東映） - 友吉
- 紅つばめお雪 第8話「昨日を失った娘」（1970年、NET / 東映） - 藤岡の忠五郎
- 火曜日の女シリーズ 花は見ていた（1971年、NTV / ユニオン映画）
- 二人の世界（1970-1971年、TBS） - 黒川
- 大忠臣蔵（1971年、NET / 三船プロ） - 大野定九郎
- お登勢（1971年、TBS） - 多村慎吾
- おらんだ左近事件帖 第2話「尾張から来た男」（1971年、CX / 東宝） - 鴨一水
- 弥次喜多隠密道中 第6話「下部の女」（1971年、NTV / 歌舞伎座テレビ室） - 源七
- 荒野の素浪人（NET / 三船プロ）
  - 第7話「爆破 隠し金輸送」（1972年） - 金沢達人
  - 第20話「怪奇 棺桶山の鬼面」（1972年） - 水
  - 第56話「必殺 黒馬谷の対決」（1973年） - 山形伊十郎
- 紫頭巾 第2話「御用船炎上」（1972年、12ch / 松竹） - 浅香伝七郎
- プレイガール 第170話「女は妖しく勝負する」（1972年、12ch / 東映） - 室伏
- 太陽にほえろ!（NTV / 東宝）
  - 第8話「真夜中の刑事たち」（1972年） - 長沢ヒロシ
  - 第101話「愛の殺意」（1974年） - 今井誠行
  - 第268話「偶然」（1977年） - 佐竹文男
- 笹沢左保 「峠」シリーズ / 中山峠に地獄を見た（1972年、CX / C.A.L） - 真三
- 怪談 第9回「新選組呪いの血しぶき」（1972年、MBS） - 神崎八郎
- 飛び出せ! 青春 第26話「怪談 ついにキャーッと言わせた!!」（1972年、NTV / 東宝） - 岩木
- キイハンター 第257話「世界のギャング日本上陸」（1973年、TBS / 東映） - 氷村英之
- アイフル大作戦 第4話「仮面の女」（1973年、TBS / 東映）
- 荒野の用心棒 第14話「黒豹は死の追跡を狙って…」（1973年、NET / 三船プロ） - 清吉
- 非情のライセンス 第1シリーズ 第20話「兇悪の正義」（1973年、NET / 東映） - 羽山（鈴木）
- 若さま侍捕物手帖 第17話「生きていた男」（1973年、KTV） - 佐久間主税
- 必殺シリーズ（ABC / 松竹）
  - 必殺仕置人 第23話「無理を通して殺された」（1973年） - 村野俊介
  - 必殺仕業人 第7話「あんたこの仇討どう思う」（1976年） - 芦川次郎左ヱ門
- ぶらり信兵衛 道場破り 第2話「さむらいの子」、第50話「十六店は異状なし」（1973年、CX / 東映） - 沖石主殿
- 江戸を斬る 梓右近隠密帳 第6話「曲垣流霞隠れ」（1973年、TBS / C.A.L） - 向井蔵人
- 科学捜査官 第16話「ノミ屋殺し」（1974年、KTV / 松竹） - 内海五郎
- 右門捕物帖 第20話「色地獄」（1974年、NET / 東映）
- 華麗なる一族（1974年 - 1975年、MBS / 東宝） - 伊佐早
- 大江戸捜査網 （12ch / 三船プロ）
  - 第158話「さまよえる暗殺集団」（1975年） - 林田作之進
  - 第325話「笹笛に泣く女の悲哀」（1978年） - 伊三郎
- 放浪家族（1975年、MBS） - 内田康博
- マチャアキの森の石松 第15話（1976年、NET）
- 新・座頭市 第1シリーズ 第18話「酔いどれ川」（1977年、CX / 勝プロ） - 弥之助
- 江戸の旋風（CX / 東宝）
  - 同心部屋御用帳 江戸の旋風II
    - 第28話「十手の重み」（1976年10月7日）
    - 第51話「十手魂の対決」（1977年3月17日） - 桂木市之進

  - 同心部屋御用帳 江戸の旋風III 第20話「浮世絵人気競べ」（1977年9月15日） - 満国
- 華麗なる刑事 第23話「女豹走る!」（1977年、CX / 東宝）
- 鳴門秘帖（1977年、NHK） - お十夜孫兵衛
- ゴールデンドラマシリーズ / 球形の荒野（1978年、CX） - 添田彰一
- 横溝正史シリーズII / 夜歩く（1978年、MBS / 東宝） - 仙石直記
- 江戸の激斗 第6話「泣くな! 新八郎友を斬れ」（1979年、CX / 東宝） - 高木英之進
- 不毛地帯（1979年、MBS） - 海部要
- 土曜ワイド劇場
  - 鮮やかな完全犯罪・女相続人（1979年、ANB / 松竹） - 藤井純一
  - ダイエット殺人事件（1985年、ABC / スタッフアズバーズ）
  - はみだし弁護士・巽志郎1（1996年、ABC / 東阪企画） - 北沢慎吾
- 江戸の朝焼け 第12話「愛すればこそ」（1980年、CX / 東宝） - 吉之助
- 北の国から（1981年 - 1989年、CX） - 井関利彦
- 大岡越前 第6部 第1話「大岡越前」（1982年3月8日、TBS / C.A.L） - 橋本悟
- 海にかける虹〜山本五十六と日本海軍（1983年、TX）
- おまかせください オレの女房どの（1983年、CX） - 三浦賢一
- 若き血に燃ゆる〜福沢諭吉と明治の群像（1984年、TX） - 奥平壱岐
- 風雲 柳生武芸帳（1985年、TX） - 松平伊豆守
- 真田太平記（1985年 - 1986年、NHK） - 大谷吉継
- 刑事物語'85 第6話「妻と夫の間」（1985年、NTV / ユニオン映画） - 甲元
- 水曜ドラマスペシャル 恋人たちのいた場所（1986年3月26日、TBS） - 男・信子の恋人
- おんな風林火山（1986年 - 1987年、TBS） - 高坂弾正
- 女と女 華やかな春（1987年1月3日、CX） - 橘和博
- ギョーカイ君が行く!（1987年、CX）
- 女優競演サスペンス / ホテル（1987年、KTV / 松竹）
- 青春オーロラ・スピン スワンの涙（1989年、CX） - 葉月節也
- 月曜ドラマスペシャル「夏樹静子の第三の女」（1989年、TBS）
- 外科医有森冴子 第1シリーズ 第11話「息子はニューハーフ」（1990年、NTV / 日本テレビエンタープライズ）
- スクールウォーズ2（1990年、TBS）
- クリスマス・イブ（1990年、TBS） - 河合工
- 金曜ドラマシアター
  - 実録犯罪史シリーズ 金（キム）の戦争（1991年、フジテレビ）
- あしたがあるから（1991年、TBS） - 城之内敏光
- 四匹の用心棒 (4) かかし半兵衛ひとり旅（1992年、ANB / 東映） - 村雨威一郎
- 世にも奇妙な物語 「なんなのォ!?」（1992年） - 牧原早人
- ひとの不幸は蜜の味（1994年、TBS） - 阿久津信夫
- 浅見光彦シリーズ（1994年 - 2009年、TBS） - 浅見陽一郎
- 王様のレストラン（1995年、フジテレビ） - 猿渡大臣
- 花嫁は16才!（1995年、ANB） - 岩崎修造
- 家族注意報!（1996年、NHK） - 川田勝義
- 3番テーブルの客（1996年 - 1997年、フジテレビ） - アンドリュー堺
  - 第5回（若松節朗演出）
  - 第6回（藤田明二演出）
  - 第18回（星護演出）
- 竜馬がゆく（1997年、TBS） - 吉田東洋
- ストーカー・誘う女（1997年、TBS） - 田村部長
- 菜の花の沖（2000年、NHK） - 堺屋喜兵衛
- 月曜ミステリー劇場 探偵・喜多嶋翔子の調査報告書 （2002年7月29日、TBS） - 亀淵部長
- 西部警察 SPECIAL（2004年、EX / 石原プロ） - 瓜生信介
- 祇園囃子（2005年、EX） - 岩代満
- 鞍馬天狗（2008年、NHK） - 公家・小野宗行
- 剣客商売スペシャル・春の嵐（2008年4月、CX / 松竹） - 一橋治済
- 月曜ゴールデン「無敵のおばさん小早川千冬・正義の事件簿」（2010年6月28日、TBS） - 安藤市長
- さくら心中（2011年、CX / 東海テレビ） - 宗形郁造
- 水曜ミステリー9 介護ヘルパー紫雨子の事件簿1 青い鳥を待つ女（2012年6月13日、テレビ東京） - 米田雄蔵
- 家族ゲーム 第7話（2013年5月29日、CX） - 泰彦
- 信長協奏曲 第5話 - （2014年11月10日 - 、CX） - 浅井久政
- ワイルド・ヒーローズ 第4話 - （2015年5月10日 - 、NTV） - 榊光輝
- 予告犯 -THE PAIN- 第2話 - （2015年6月7日 - 、WOWOW） - 花山徹
- 木曜時代劇 まんまこと〜麻之助裁定帳〜 第6話（2015年8月27日、NHK） - 角右衛門
- 花咲舞が黙ってない 第2シリーズ 最終話（2015年9月16日、NTV） - 芹澤龍一
- ナオミとカナコ 第1話（2016年1月14日、CX） - 陳会長
- きんぴか（2016年2月13日 - 、WOWOW） - 山内龍造 [58]
- コントレール〜罪と恋〜 第2話 - （2016年4月15日 - 、NHK） - 長部義斗
- 未解決事件 File.05 ロッキード事件（2016年7月23日、NHK） - 檜山廣
- カインとアベル（2016年、フジテレビ） - 橋本代議士
- スニッファー 嗅覚捜査官 第1話（2016年10月22日、NHK） - 大山良蔵
- 真昼の悪魔（2017年） - 大河内徳広
- リバース（2017年4月 - 6月、TBS） - 村井明正
- 月曜名作劇場 内田康夫サスペンス 新・浅見光彦シリーズ「漂泊の楽人 越後〜沼津・哀しき殺人者」（2017年10月30日、TBS） - 矢野隆一郎[59]
- アンナチュラル（2018年、TBS） ‐ 駕籠武
- トップナイフ-天才脳外科医の条件- 第9話 (2020年3月7日、NTV）- 前園 役
- 刑事7人 season7 最終話（2021年9月15日、EX） - 春日部将司 役

### 映画
- 大忍術映画 ワタリ（1966年、東映） - 新堂の小次郎
- あゝ同期の桜（1967年、東映） - 由井少尉
- 大奥(秘)物語（1967年、東映） - 長吉
- 怪談 蛇女（1968年、東映） - 捨松
- 妖艶毒婦伝 般若のお百 （1968年、東映） - 恩田新九郎
- 人生劇場 飛車角と吉良常（1968年、東映）
- 緋牡丹博徒 一宿一飯（1968年、東映） - 菊地勇吉
- 妾二十一人 ど助平一代（1969年、東映）- 本庄潔士
- 日本暗殺秘録（1969年、東映） - 桧山誠次
- まむしの兄弟 懲役十三回（1972年、東映） - ボレロの譲次
- ゴジラシリーズ（東宝）
  - 地球攻撃命令 ゴジラ対ガイガン（1972年） - 志摩武士[60][5]
  - ゴジラ（1984年） - 辺見内閣調査室長[61][5]
  - ゴジラ・モスラ・キングギドラ 大怪獣総攻撃（2001年） - 日野垣真人[62][5]
- 日本侠花伝（1973年、東宝） - 大浜実
- 日本沈没（1973年、東宝） - 片岡[60]
- 必殺仕掛人 春雪仕掛針（1974年、松竹） - 幸太郎
- 野獣死すべし 復讐のメカニック（1974年、東宝） - 矢島雅之
- 告訴せず（1975年、東宝） - 小柳一男
- 二百三高地（1980年、東映） - 沖禎介
- 野菊の墓（1981年、東映） - 斎藤喜一郎
- この子の七つのお祝いに（1982年、松竹） - 秦一毅
- 小説吉田学校（1983年、東宝） - 麻生太賀吉
- 刑事物語5 やまびこの詩（1987年、東宝） - 植田刑事
- はぐれ刑事純情派（1989年、東映） - 山手中央署刑事課付（係長待遇）・水城警部
- 虹の橋（1993年、東宝） - 九兵衛
- XX ダブルエックス 美しき凶器（1993年、東映ビデオ/東映）
- 渚のシンドバッド（1995年、東宝） - 修司の父
- マグニチュード 明日への架け橋（1997年、東宝） - 東京消防庁人事部長・室井哲郎消防司監
- 山桜（2008年） - 諏訪平右衛門
- ゲキ×シネSHINKANSEN☆RX ZIPANG PUNK〜五右衛門ロック3（2014年） - 蜂ヶ屋善兵衛
- Snowman （2017年、CINEMA FIGHTERS） - ロク
- 東京喰種トーキョーグール（2017年、松竹） - 芳村功善 [63]
- 悪と仮面のルール（2018年1月13日、ファントム・フィルム） - 久喜捷三
- 累-かさね-（2018年9月7日、東宝） - 富士原佳雄

### 舞台
- レ・ミゼラブル - ジャベール
※1990年、1991年、1994年、1997年、1998年、1999年、2000年 再演
  - 1989年3月、中日劇場
  - 1989年6月 - 8月、帝国劇場
  - 1989年12月 - 1990年1月、梅田コマ劇場
- ハムレット（1998年8月 - 9月、大阪松竹座 / サンシャイン劇場） - クローディアス
- I do! I do! 〜結婚物語〜（2002年6月、かめありリリオホール / 天王洲アイルアートスフィア） - マイケル
※2003年、2005年、2007年、2008年、2016年[注釈 5]、2019年[注釈 6]再演
- NLT「オスカー」（2002年11月 - 12月、俳優座劇場） - ベルトラン・バルニエ 役
※2004年、2005年、2007年、2011年再演
- 蜘蛛女のキス - モリーナ
- フットルース - ショウ・ムーア牧師
- 三文オペラ - 警視総監タイガー・ブラウン
- 三人姉妹 - ヴェルシーニン
- ブレヒト・オペラ - ベルトルト・ブレヒト
- マイ・フェア・レディ - ヒギンズ教授
- サウンド・オブ・ミュージック - トラップ大佐
- 真夜中のパーティ - ハンク
- 屋根の上のヴァイオリン弾き - パーチック
- ベガーズ・オペラ（2006年1月、日生劇場） - ジェイムス / - ロキット
※2008年再演
- ミー&マイガール (2006年6月、帝国劇場 ) - ジョン・トリメイン卿
- 夏の夜の夢（2007年、新国立劇場） - シーシアス / - オーベロン
※2009年再演
- コペンハーゲン/COPENHAGEN (2007年3月、新国立劇場小劇場) - ニールス・ボーア
- スペリング・ビー（2009年7月 - 8月、天王洲 銀河劇場 / 愛知県勤労会館 / サンケイホールブリーゼ / 福井市文化会館） - ダグラス・パンチ
- ヘンリー六世（2009年、新国立劇場） - サフォーク伯 / 森番
- シャンハイムーン[64]（2010年2月 - 3月、紀伊国屋サザンシアター） - 魯迅
- エリザベート - マックス
※2005年、2006年、2008年、2010年再演
  - 2004年3月 - 5月、帝国劇場
  - 2004年8月、中日劇場
  - 10月 - 12月、博多座 / 梅田コマ劇場
- キャンディード (2010年6月 / 帝国劇場) - マーティン
- 秘密はうたう（2011年7月、紀伊国屋サザンシアター） - サー・ヒューゴ・ラティマー
※2013年再演
- ニューヨークに行きたい!!（2011年10月 - 11月、帝国劇場） - オットー
- ミュージカルハムレット（2012年2月、シアタークリエ） - クローディアス
- ルドルフ 〜ザ・ラスト・キス〜（2012年7月、帝国劇場） - 皇帝フランツ
- 満月の人よ[65]（2012年9月、紀伊國屋ホール） - 達吉
※2015年再演
- SHINKANSEN☆RX「ZIPANG PUNK〜五右衛門ロック3」[66](2012年12月 - 2013年2月、東急シアターオーブ / オリックス劇場） - 蜂ヶ屋善兵衛
- 「ジャンヌ」―ノーベル賞作家が暴く 聖女ジャンヌ・ダルクの真実― （2013年9月 - 10月、世田谷パブリックシアター / 兵庫県立芸術文化センター 阪急 中ホール / 穂の国とよはし芸術劇場PLAT / 札幌市教育文化会館） - ピエール・コーション
- モンテ・クリスト伯（2013年12月 - 2014年1月、日生劇場 / 梅田芸術劇場 メインホール / 愛知県芸術劇場 大ホール / キャナルシティ劇場） - ファリア司祭
- 今度は愛妻家（2014年4月、東京芸術劇場 シアターウエスト / 青少年文化センター アートピアホール / 兵庫県立芸術文化センター 阪急中ホール） - 原文太 / 大山
- シスター・アクト〜天使にラブ・ソングを〜（2014年6月 - 7月、帝国劇場 / 7月、厚木市文化会館 / 岩手県民会館 / 東京エレクトロンホール宮城 / シアターBRAVA! / 8月、愛知県芸術劇場 大ホール） - オハラ神父
- twelve（2014年8月、青山円形劇場） - 陪審員 No.10
- ダブリンの鐘つきカビ人間（2015年10月 - 11月、パルコ劇場 / 福岡市民会館 大ホール / JMSアステールプラザ 大ホール（広島） / 森ノ宮ピロティホール（大阪） / 電力ホール（仙台） / 札幌市教育文化会館） - ジジイ / 磁石男
- 砦（2016年3月、東京芸術劇場 シアターウエスト / 北國新聞赤羽ホール） - 室原知幸　※2018年、2020年再演
- 8月の家族たち August:Osage County（2016年5月 - 6月、Bunkamura シアターコクーン / 森ノ宮ピロティホール） - ベバリー
- ハムレット（2017年4月 - 5月、東京芸術劇場 プレイハウス / 兵庫県立芸術文化センター 阪急中ホール / 高知市文化プラザかるぽーと大ホール / 北九州芸術劇場 大ホール / まつもと市民芸術館 主ホール / 上田市交流文化芸術センター 大ホール / 穂の国とよはし芸術劇場PLAT 主ホール） - 墓掘り / 役者たち（劇中の王） / コーネリアス / 隊長 他
- 音楽劇「魔都夜曲」[67](（2017年7月 - 8月、Bunkamura シアターコクーン / 刈谷市総合文化センター 大ホール / サンケイホールブリーゼ） - 西岡勇
- 戯伝写楽2018（2018年1月 - 2月、東京芸術劇場 プレイハウス / 久留米シティプラザ　ザ・グランドホール / 日本特殊陶業市民会館　ビレッジホール / 兵庫県立芸術文化センター　阪急　中ホール） - 蔦谷重三郎
- 黄昏 -On Golden Pond- (2018年8月 - 9月、紀伊國屋ホール / 志木市民会館パルシティ / やまと芸術文化ホール / 北國新聞赤羽ホール / 名古屋市青少年文化センター アートピアホール / 兵庫県立芸術文化センター 阪急中ホール) - ノーマン・セイヤー・ジュニア
- ストゥーパ～新卒塔婆小町（2018年12月、ソニックシティ大ホール） - 従僧
- 芸人と兵隊（2018年2月 - 3月 / 東京芸術劇場シアターウエスト　他全国各地） - 桂銀作
- 黒白珠（2019年6月 - 7月 / Bunkamuraシアターコクーン / 兵庫県立芸術文化センター / 刈谷市総合文化センター / 長崎ブリックホール / 久留米シティプラザ ザ・グランドホール） - 須崎英光
- LITTLE WOMEN -若草物語- (2019年9月 - 10月、シアタークリエ / 日本特殊陶業市民会館ビレッジホール / 福岡市民会館) - ローレンス
- 獣唄（2019年12月 / すみだパークスタジオ倉）[注釈 7] - 梁瀬繁蔵
- 砦（2020年11月 / すみだパークスタジオ倉、全国）
- 劇団桟敷童子「獣唄2021改訂版」（2021年5月 / すみだパークスタジオ倉）- 梁瀬繁蔵
- にんげん日記 (2021年10月 / 紀伊國屋ホール / トム・プロジェクトプロデュース[68]
- 芸人と兵隊(再演) (2022年1月 / 亀戸カメリアホール/ トム・プロジェクトプロデュース[69]
- ジョセフ・アンド・アメージング・テクニカラー・ドリームコート（2022年4月7日 - 29日、日生劇場 / 5月5日 - 7日、刈谷市総合文化センター アイリス 大ホール / 5月12日 - 16日、オリックス劇場[注釈 8]）
- 音楽劇「逃げろ!」[72](2023年2月予定 福岡:キャナルシティ劇場、大阪:梅田芸術劇場シアター・ドラマシティ、東京:新国立劇場中劇場 - ヨーゼフ2世
- 星の王子さま Le Petit Prince 〜きみとぼく〜（2024年3月23日、BAROOM） - 飛行士 役[73]
- 劇団チョコレートケーキ「白き山」（2024年6月6日 - 16日、下北沢駅前劇場） - 主演・斎藤茂吉[74]
- The Gentlemen's（2024年10月9日 - 11日、I'M A SHOW）[75]

### ラジオ
- アメリカン・サウンド・シーン（1981年6月2日 - 1983年5月31日、FM東京）
- CDエクスプレス（1985年9月2日 - 1987年3月25日、FM東京）
- 地井武男の音楽旅行（2012年3月25日 - 4月29日、文化放送） - 地井の代役を担当

### バラエティ
- 世界・ふしぎ発見!（TBS） - ミステリーハンター
- 満員御礼!!てっぺん座（2003年4月6日 - 2004年3月28日、読売テレビ、日本テレビ） - 演芸場「てっぺん座」の楽屋と喫茶コーナーを舞台に、毎回豪華ゲストを迎え、シチュエーションコメディーとトークを繰り広げるバラエティー。村井はレギュラー出演。最終回のゲストは音無美紀子。

### 紀行番組
- 朝だ!生です旅サラダ（2000年8月19日、ABCテレビ）
- 村井国夫・音無美紀子 発見!健康フランス旅（2003年11月22日、テレビ朝日）
- 土曜スペシャル 冬の日本列島 ローカル線で行くふれあい縦断旅（2006年12月、テレビ東京）
- 旅の香り（テレビ朝日） - 家族で出演
- いい旅・夢気分（テレビ東京）
- 両親に贈りたい旅 （BS朝日） - 音無美紀子との二人旅
  - ハノイからホーチミンへ ベトナム縦断!絶景いやし紀行（2015年9月27日・2016年1月1日・2016年1月24日）※長女の村井麻友美がナレーションを担当する、新バージョン
  - オーストラリアの世界遺産と大人気観光スポットを巡る（2016年4月24日）※村井麻友美がナレーションを担当
- 夫婦再旅スペシャル2組のおしどり夫婦が行く京都・白川郷 悠久の歴史を巡る再旅!（2017年1月12日、BS日テレ） - 音無美紀子との二人旅

### CM
- トヨタ・クラウン（6代目）（山村聡と共演）[76]
- 日産自動車（1990年代初頭）
- アサヒ飲料J.O.（柳葉敏郎と共演。2パターン）
- ライフカード（2001年、中村俊介、マギー司郎と共演）
- チョーヤ梅酒紀州（2007年、妻で女優の音無美紀子および娘で女優の村井麻友美と家族で共演）

## 出演（声の出演）

### 吹き替え

#### 担当俳優
ハリソン・フォード （ハリソン・フォード本人公認）
- インディ・ジョーンズ シリーズ - インディ・ジョーンズ 役
  - レイダース/失われたアーク《聖櫃》（1985年&1993年）※日本テレビ版、ソフト版
  - インディ・ジョーンズ/魔宮の伝説（1987年&1993年）※日本テレビ版、ソフト版
  - インディ・ジョーンズ/最後の聖戦（1991年&1994年）※ソフト版、日本テレビ版
  - インディ・ジョーンズ/クリスタル・スカルの王国（2023年）※日本テレビ版
  - インディ・ジョーンズと運命のダイヤル（2023年）

- スター・ウォーズシリーズ - ハン・ソロ 役 ※日本テレビ版
  - スター・ウォーズ エピソード4/新たなる希望（1985年）
  - スター・ウォーズ エピソード5/帝国の逆襲（1986年）
  - スター・ウォーズ エピソード6/ジェダイの帰還（1988年）

- メイキング・オブ インディ・ジョーンズ 魔宮の伝説（1987年）※日本テレビ放映、ボイスオーバー
- エアフォース・ワン（1998年&2001年） - ジェームズ・マーシャル大統領 役 ※ソフト版、日本テレビ版
- デビル（2000年） - トム・オミーラ 役 ※日本テレビ版
- ランダム・ハーツ（2003年） - ダッチ・ヴァン・デン・ブロック 役 ※日本テレビ版
- 6デイズ/7ナイツ（2004年） - クイン・ハリス 役 ※日本テレビ版
- Are We Alone?-宇宙に生命を求めて-（2006年）※ナレーション
- K-19（2006年） - アレクセイ・ボストリコフ船長 役 ※テレビ東京版（HDリマスター版ブルーレイに収録）
- エクスペンダブルズ3 ワールドミッション（2015年） - マックス・ドラマー 役
- パワー・ゲーム（2015年） - オーガスティン・“ジョック”・ゴダード 役
- キャプテン・アメリカ:ブレイブ・ニュー・ワールド（2025年） - サディアス・E・“サンダーボルト”・ロス / レッドハルク 役

ジェラール・ドパルデュー
- 巌窟王〜モンテ・クリスト伯（1998年） - エドモン・ダンテス/モンテクリスト伯 役 ※NHK版（DVD収録）
- バルザック〜情熱の生涯 - オノレ・ド・バルザック 役
- レ・ミゼラブル - ジャン・バルジャン 役

#### 映画（吹き替え）
- (500)日のサマー ※ナレーション
- 幸せの長い道 - マコーリー / ブライアン・ブラウン 役（NHK）[95]
- 天使と悪魔 - リヒター / ステラン・スカルスガルド 役
- 美女と野獣（2017年） - モーリス / ケヴィン・クライン 役[96]

#### ドラマ
- 刑事ロニー・クレイブン - ロナルド・クレイブン / ボブ・ペック 役（NHK、DVD収録）

#### アニメ
- クリスマスツリーの伝説 - モミの木 役

### 劇場アニメ
- クレヨンしんちゃん 伝説を呼ぶブリブリ 3分ポッキリ大進撃（2005年） - ミライマン 役
- 天才バカヴォン〜蘇るフランダースの犬〜（2015年） - ダンテ 役[97]

### ゲーム
- クレヨンしんちゃん 嵐を呼ぶ シネマランド カチンコガチンコ大活劇!（2008年） - ミライマン 役

### ナレーション
- タイムショック21（2002年4月29日 - 6月17日、テレビ朝日）
- イタリアは歌う オペラの旅（2004年7月22日、BS-i）
- 希望の都 パルマ物語（2003年11月3日、日本テレビ）
- 穂高よ永遠なれ〜北穂高小屋物語〜（2003年4月29日、TBS）
- 人間ドキュメント「ともに詠みともに生きて」〜 青森・めおと歌人の60年〜（1999年9月15日、NHK総合）朗読：村井国夫・音無美紀子
- エジプト、ピラミッドの真実
- ツタンカーメン 隠された真実

### ラジオドラマ
- 流星倶楽部（歌川哲彦）（2006年5月1日、5月8日、文化放送・ABCラジオほか）
- FMシアター（NHK-FM）
  - 「散歩道」（2016年11月12日） - 畝田淳史 役[98]
  - 「フーちゃんのこと」（2019年11月9日） - サネトモ 役[99]
  - 「鯨と銀杏」（2021年1月23日） - 勇作 役[100]
  - 「アディショナルタイム」（2025年1月11日） - 幸太郎 役[101]
- ミヤリサン製薬 ラジオ劇場「下町ロケット ヤタガラス編」第38話（2024年6月17日、KBCラジオ） - 沖田 役

### アトラクション
- 東京ディズニーシー インディ・ジョーンズ・アドベンチャー - インディ・ジョーンズ 役
- ツムラインパルス アメリカがそこにある!!! - インディ・ジョーンズ 役

### その他
- 古代エジプト三大ミステリー - ザヒ・ハワース博士 役
- プラネタリウム番組「Are We Alone? -宇宙に生命を求めて-」※ナレーション（コスモプラネタリウム渋谷にて2011年7月1日 - 2012年4月22日投影）
- CRFインディ・ジョーンズ（インディ・ジョーンズ）
- インプレッサ：「SUBARU×金曜ロードショー」コラボCM （インディ・ジョーンズ）

## 書籍
- 妻の乳房 -「乳がん」と歩いた二人の十六年（2004年5月・光文社）ISBN 433497449X ※妻・音無美紀子との共著